# Río Valcarlos
El Valcarlos (en euskera: Luzaideko uharrea o Arnegi ibaia, en francés: Nive d'Arnéguy o Aïri) es un río nacido en el collado de Lindux, en la vertiente septentrional de los Pirineos occidentales, y que atraviesa Navarra durante 13,5 kilómetros antes de cruzar a Francia en la Baja Navarra. Tiene, además, gran relevancia, al servir como divisoria entre ambas regiones de Euskal Herria.

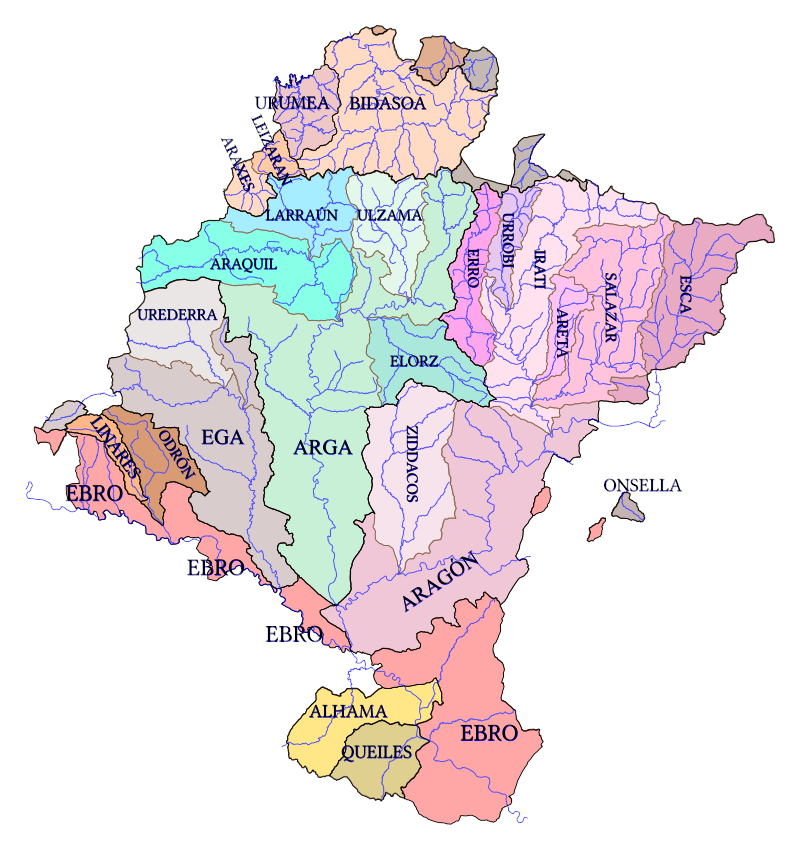
Hidrografía de Navarra - Cuencas

## Geografía
El Valcarlos comienza al pie del puerto de Ibañeta (1232 m), en su vertiente norte, recorriendo la frontera franco-española hasta Arnéguy donde separa el restaurante Xaindu y el Hotel Clementenia, para luego pasar frente a las conocidas "ventas" Peio y Xabi, tras delimitar Lasse y Uhart-Cize que las atraviesa para unirse al río Nive en Ascarat.

### Localidades atravesadas
- España, Navarra: 
  - Valcarlos.
- Francia, Pirineos Atlánticos / Baja Navarra: 
  - Arnéguy,
  - Lasse,
  - Uhart-Cize,
  - Ascarat.

### Principales afluentes
Dada la naturaleza del propío río los principales tributarios son regatas nacidas en las cimas cercanas como Subibeltz, Undarzano, Arroyandieta, Arbantaro, Gorritxo, Chapitel, Satarrén y Iruhaizeta. Recibe a la regata de Orella, que marca también los límites divisorios entre Francia y España.

### Recorrido
Durante los más de 20 km recorridos, 13,5 km son por la Navarra española marcando el límite fronterizo durante la mitad de ellos. Del total de 95,3 km² de su cuenca, 55,9 son en territorio español.
También su trazado discurre a la vera de una de las rutas peregrinas del Camino de Santiago en su ascenso al puerto de Ibañeta, dentro de la etapa habitual entre San Juan de Pie de Puerto y Roncesvalles.
- Nace en el Collado de Lindux (1220 m), bajo la Borda de los Carabineros, con el nombre de regata Zubibelz, cerca de Roncesvalles.
- Discurre la carretera nacional N-135 durante su travesía por la Alta Navarra.
- Pasa cerca de la Central de Arrollandieta, una central hidroeléctrica con el mayor salto de agua de Navarra con 490 metros.[11]
- Cruza en Arnegui la divisoria estatal y se dirige hacia Uhart-Cize, junto a San Juan de Pie de Puerto, para poco después, tributar sus aguas al Nive en Ascarat.

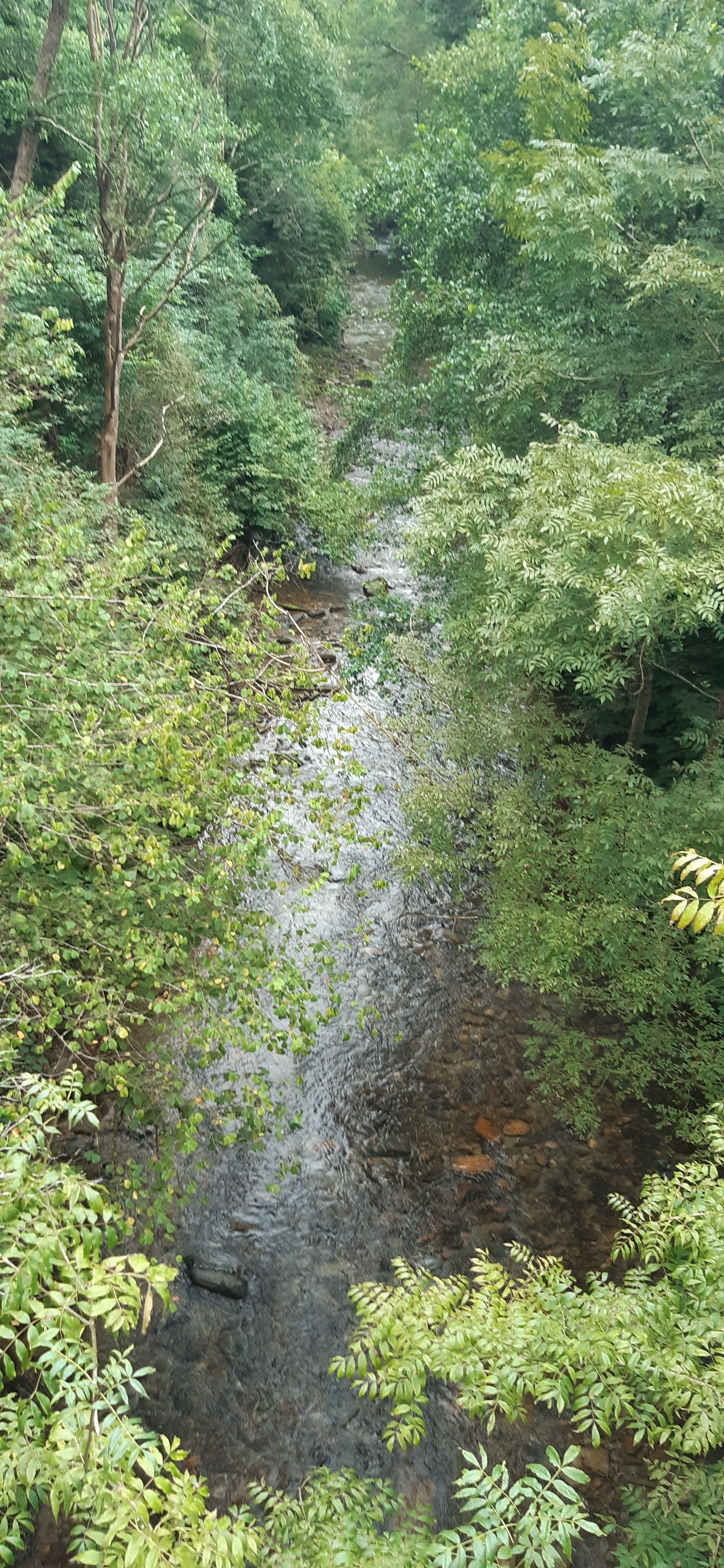
Río Valcarlos - Venta de Arnegui